# Naturschutzgebiet Krämershagen
Das Naturschutzgebiet Krämershagen mit einer Größe von 8,12 ha liegt nördlich von Medebach. Es wurde 2003 mit dem Landschaftsplan Medebach durch den Hochsauerlandkreis als Naturschutzgebiet (NSG) ausgewiesen. Das NSG ist Teil des Europäischen Vogelschutzgebietes Medebacher Bucht (DE-4717-401). Im Osten grenzt das NSG direkt an einen Teilbereich von Medebach an. Das NSG grenzt im Westen an das Naturschutzgebiet Waldreservat Glindfeld (Medebach). Im Süden grenzt das Landschaftsschutzgebiet Medebacher Kernraum: Quellmulden, Niederungszonen und Flächhänge an. Im Norden und Südwesten grenzt das Landschaftsschutzgebiet Medebach an.

## Gebietsbeschreibung
Im NSG handelt es sich um Grünland. Im Grünland finden sich Magerweiden, Besenginsterheiden und Feuchtwiesen. 

## Pflanzen- und Tierarten im NSG
Im NSG kommen gefährdete Pflanzenarten vor. Das Landesamt für Natur, Umwelt und Verbraucherschutz Nordrhein-Westfalen dokumentierte im Schutzgebiet Pflanzenarten wie Acker-Witwenblume, Bachbunge, Besenginster, Bitteres Schaumkraut, Echtes Labkraut, Echtes Mädesüß, Gänseblümchen, Gewöhnliches Ferkelkraut, Glattes Habichtskraut, Gras-Sternmiere, Herbstzeitlose, Kleine Bibernelle, Kleine Braunelle, Kleiner Baldrian, Kleines Habichtskraut, Knolliger Hahnenfuß, Kriechende Hauhechel, Magerwiesen-Margerite, Mittlerer Wegerich, Rundblättrige Glockenblume, Spitz-Wegerich, Sumpf-Vergissmeinnicht, Wald-Ehrenpreis, Wiesen-Flockenblume und Wilde Möhre.
Das Landesamt dokumentierte den Neuntöter als Brutvogel.

## Schutzzweck
Das NSG soll das Grünland mit seinem Arteninventar schützen. Wie bei allen Naturschutzgebieten in Deutschland wurde in der Schutzausweisung darauf hingewiesen, dass das Gebiet „wegen der Seltenheit, besonderen Eigenart und Schönheit des Gebietes“ zum Naturschutzgebiet erklärt wurde.